# Byttneria ancistrodonta
Byttneria ancistrodonta là một loài thực vật có hoa trong họ Cẩm quỳ. Loài này được Mildbr. mô tả khoa học đầu tiên năm 1931.